# IV. Henrik német-római császár
IV. Henrik (németül: Heinrich IV.), (1050. november 11. – 1106. augusztus 7.) német király 1056-tól, német-római császár 1084. március 31-től 1105-ig. A Száli-dinasztia tagja.

## Élete

### Gyermekkora
III. Henrik német-római császár második házasságából született egyetlen fiúgyermeke. Édesanyja Poitoui Ágnes volt. Henriket még édesapja életében, 1053 novemberében megválasztották német királlyá, 1054. július 17-én koronázta meg Aachen városában Hermann kölni érsek. (Henrik uralkodásának kezdetén nagyapja, Konrád nevét viselte.) Uralkodásának első éveiben Henrik mellett édesanyja, Ágnes császárné látta el a kormányzói feladatokat.

### Béke Magyarországgal
Ekkor, 1058-ban kötötték meg a békét Magyarországgal, melynek megpecsételéseként jegyezték el a gyermek király nővérét, Juditot a magyar trónörökössel, Salamonnal. Az ezután kibontakozó trónharcot Salamon édesapja, I. András a német segítség ellenére 1060-ban elvesztette öccse, I. Béla ellenében. A Salamon melletti német beavatkozás a hamarosan eluralkodó belviszályok következtében ekkor még elmaradt.

### Gyámság alatt
A női kormányzattal elégedetlen országnagyok II. Anno kölni érsekkel az élen elrabolták a fiatal királyt, aki így 1062-ben az ő, majd 1063-ban Adalbert brémai érsek gyámsága alá került. Adalbert még 1063-ban Henrikkel együtt Magyarországra indult, hogy trónra segítse Salamont, ami Béla váratlan halálát követően sikerült is, bár Salamon mégsem lett német hűbéres. Anno ezalatt Itáliába ment, ahol 1064-ben a mantuai zsinaton lemondatta Honoriust.

### Nagykorúsítása
Henrik nagykorúsítására végül 1065-ben, 15 éves korában került sor, de miután az Anno szigora alól felszabaduló, Adalbert által teljesen szabadjára engedett ifjú uralkodó meglehetősen feslett életet élt, a nagyok már 1066-ban kötelezték egy rendi kormány maga mellé vételére – ezt 1072-ig szintén a két meglehetősen eltérő jellemű érsek vezette – és a Savoyai Bertával kötendő házasságra. A király gyűlölte első feleségét, el akart válni tőle, ám ezt végül a pápa követe, Damiani Szent Péter megakadályozta.

### Belső problémák
A korlátlan királyi hatalomra törő Henrik 1070-ben felségsértés ürügyén megfosztotta trónjától Nordheimi Ottó bajor herceget, aki erre fegyvert fogott ellene, de végül még szászországi birtokait is elveszítette. 1072-ben a király letaszította trónjáról karintiai Bertoldot is.
Szászországban alkalmazott kíméletlen módszerei (a királyi javak visszaszerzése, az újonnan emelt várak helyőrségeinek túlkapásai, illetve az adók erőszakos behajtása) miatt 1073-ban Ottó, valamint Magnus szász herceg részvételével lázadás tört ki uralma ellen. Henrik a körülzárt Harzburg várából alig tudott elmenekülni, Gerstungenben 1074-ben kénytelen volt békét kötni és leromboltatni várait.

### Magyarországi hadjárat, szász lázadás
Ezalatt Magyarországon Béla fiai, a későbbi I. Géza és Szent László 1073-ban fegyveres harcot indított Salamon ellen. Henrik Markwart karantán herceget küldte sógora segítésére, de az vereséget szenvedett, és csak a nyugati határszélek maradtak uralma alatt. A gerstungeni béke lehetővé tette Henrik személyes hadba szállását is, ám 1074-es magyarországi akciója kudarcba fulladt. Salamon elismerte hűbérurának, ám a támogatására indított újabb hadjáratát a szászok mozgolódása miatt el kellett halasztania. Ezt, miután a délnémet fejedelmek nagy része csapatokkal támogatta, valamint a szász feudálisok egy része is átállt az oldalára, az Unstrut folyó mellett 1075-ben aratott győzelmével sikerült levernie.

### Azinvesztitúraharcidőszaka
Henrik kiskorúságát kihasználva, a reformpápák (1046-tól) hozzákezdtek az egyházi hatalom megerősítéséhez, ami óhatatlanul is a császárral való összeütközésre vezetett. II. Miklós 1059-es pápaválasztási szabályzatában a császár kiiktatásával a bíborosok testületére, a konklávéra bízta az egyház fejének megválasztását. A reformpápák legkeményebbje, az 1073-ban trónralépő VII. Gergely volt. Az általa kiadott Dictatus papae megfogalmazása szerint a pápa a legfőbb hűbérúr, királyokat is letehet, és az ő joga a püspökök kinevezése (invesztitúrajog).
Gergely és Henrik között a háborúskodás azzal indult, hogy a pápa szimónia (az egyházi tisztségek vásárlása) bűne miatt több német püspököt megfosztott méltóságától, valamint megtiltotta a világi invesztitúrát (1075). Erre válaszul Henrik az 1076-os wormsi zsinaton letétettnek nyilvánította Gergelyt, mire az felfüggesztette tisztükből a királypárti német főpapokat, majd kiközösítette Henriket, és felmentette alattvalóit a neki tett hűségeskü alól. A Henrik mellett álló főpapok ekkor Gergelyt közösítették ki az egyházból, így vette kezdetét a pápaság és a császárság több évtizedes harca a legfőbb hatalomért.
Henrik ellen 1076-ban ismét fellázadtak a szászok. A király az őt amúgy is rossz szemmel néző fejedelmekhez fordult segítségért, de azok a kiközösítést kihasználva, a triburi gyűlésen trónfosztottnak nyilvánították Henriket, amennyiben nem nyer egy éven belül pápai feloldozást. A király canossai zarándoklatával 1077-ben bűnbocsánatot nyert ugyan, de a fejedelmek mégis megválasztották ellenében Rudolf sváb herceget. Henrik erre az ulmi gyűlésen elítéltette az ellenlábas hercegeket: a bajor I. Welfet, a karintiai Bertoldot (ismételten) és Rudolfot. 1078-ban addigi híve, II. Lipót osztrák őrgróf is elfordult tőle. Henrik 1079-ben hódoltatta, majd betört Magyarországra is – ez egyben utolsó kiállását jelentette sógora mellett.
Gergely minden rosszallása ellenére sem mondott le arról, hogy megnyerje Henriket, ezért nem volt hajlandó elismerni Rudolfot. Erre végül 1080-ban, Henriknek a szászok felett Flarcheimnél aratott győzelmét követően került sor. Ekkor másodszor is kiközösítette a királyt, mire az válaszképp Wibert ravennai érsek (II. Kelemen) személyében ellenpápát állíttatott.

#### Első itáliai hadjárat
Henriknek Rudolffal vívott háborúját az ez év októberében lezajlott hohenmölseni ütközet döntötte el – amit ugyan elveszített, de ellenfele belehalt sebeibe. Az ily módon otthon felszabadult király 1081-ben indulhatott első itáliai hadjáratára, de sem Rómát, sem Mathild toscanai őrgrófnő várait nem tudta bevenni. Kudarcai hírére németországi ellenfelei Salmi Hermann személyében újabb ellenkirályt választottak. Az Itáliában tovább harcoló Henrik 1083-ban, majd 1084-ben is bevette ugyan Rómát – Gergely mindkét esetben ellenállt az Angyalvárban –, ahol III. Kelemen 1084-ben császárrá koronázta, de hamarosan vissza kellett vonulnia a Gergely hívására megérkező pápai hűbéresek, az Itália déli részét uraló normannok elől.

#### Németországi belháború
Németországban ezalatt állandósult a belháború. Henrik hiába hirdette ki 1085-ben Mainzban az Isten békéjét ("Treuga Dei"), a harc tovább folytatódott ellenfeleivel – 1086-ban vereséget szenvedett Unterpleichfeldnél –, és Hermann 1088-ban bekövetkezett halálával sem ért véget.

#### Második itáliai hadjárat
A császár újabb itáliai hadjárata (1090–1097) teljes kudarcot hozott. Legszívósabb ellenfele, a bajor hercegségről letett I. Welf hasonnevű fia feleségül vette a toscanai Mathildot, aki Canossánál 1092-ben vereséget mért Henrikre. Az új pápa, az 1088-ban megválasztott II. Orbán okos politikájával létrehozott ellene egy lombard szövetséget, amihez még saját fia, Konrád is csatlakozott. Welf 1093-ban lezáratta az Alpok hágóit, így a császár Itáliában rekedt, és csak azt követően tudott hazájába visszatérni, hogy 1096-ban visszaadta neki hercegségét.

#### Az invesztitúraharc vége
A hosszú háborúskodásba belefáradt Henrik 1099-ben a letett Konrád helyébe másik fiát, az ifjabb Henriket koronáztatta királlyá, majd sorra kibékült ellenfeleivel. Az ugyancsak 1099-ben megválasztott II. Paszkál pápa hiába átkozta ki 1102-ben, ezt a német püspökök már nem vették figyelembe. Úgy tűnt, rendeződött a helyzet, 1103-ban kihirdették az általános országos békét.

### Henrik halála
Henriket fia részéről érte a végső csapás: a fiatal Henrik 1104-ben szövetségre lépett a fejedelmekkel édesapja ellen. Az uralkodása során végig a miniszteriálisokra, a városi polgárságra és az alsó nemességre támaszkodó, de a főnemesség és saját fiai által elárult császár végül lemondani kényszerült trónjáról 1105-ben. Fia fogságba vette, ahonnan még megszökött, Lüttichbe menekült, ám ott utolérte a halál. De még holtában sem lelhetett nyugodalmat: miután kiátkozták, teteme csak a feloldozást követően, 1111-ben kerülhetett végső nyughelyére, a speyeri császári sírboltba.

## Családja
Henrik kétszer házasodott, öt gyermeke született első házasságából (1066) Savoyai Berta grófnővel (1051. szeptember 21. – 1087. december 27.):
- Adelheid[3] (1070 – 1079. június 4.)
- Henrik[3] (1071 – 1072. augusztus 2.)
- Waiblingeni Ágnes[3] (1072/1073 – 1143. szeptember 24.), Freisingi Ottó, püspök és történetíró édesanyja.
- Konrád[3] (1074. február 12. – 1101. július 27.), III. Konrádként német király
- Henrik[3] (1086. augusztus 11. – 1125. május 23.), a későbbi V. Henrik császár

Henrik második felesége Kijevi Eupraxia (1071 – 1109. július 20.), I. Vszevolod kijevi nagyfejedelem leánya volt, 1089-ben házasodtak össze, gyermekük nem született.